# Franz Kurowski
Franz Kurowski (* 17. November 1923 in Hombruch; † 28. Mai 2011 in Dortmund) war ein deutscher Autor. Seine ersten Veröffentlichungen stammten aus der Zeit des Nationalsozialismus. Von 1958 an bis zu seinem Tod arbeitete er als freier Schriftsteller. Er hat laut deutscher Nationalbibliothek 400 Bücher für Kinder und Erwachsene geschrieben. Ein Themenschwerpunkt ist der Zweite Weltkrieg, hier schrieb er unter anderem für die Reihe Der Landser. Kurowskis Bücher weisen vielfältige geschichtsrevisionistische Tendenzen auf. Eine ganze Reihe der Bücher erschienen in rechtsextremen Verlagen wie dem Druffel-Verlag, dem Türmer-Verlag, dem Arndt-Verlag oder dem Verlag Siegfried Bublies.

## Leben
Kurowski wuchs in Dortmund auf, erlernte nach der Volksschule den Beruf des Drehers und arbeitete als Facharbeiter. Ab 1942 war er als Soldat in Südosteuropa und im Afrikakorps eingesetzt, er absolvierte Ausbildungen zum Funker, Fallschirmspringer und Dolmetscher für Neugriechisch.
1942 wurde er mit dem Erzählerpreis der Wacht im Südosten ausgezeichnet. Die Wacht im Südosten war eines von rund 100 Druckerzeugnissen, die von der Propagandatruppe des Heeres herausgegeben wurden.
Nach 1945 kehrte er in seinen Beruf zurück und wurde Vorarbeiter, Schichtleiter, Aufsichtsrats- und Betriebsratsvorsitzender in einer Maschinenfabrik. Ab 1958 war er als freier Schriftsteller tätig und von 1968 bis 1978 Redakteur von Die Oase, Feldzeitung des Deutschen Afrika-Korps e. V. Von 1989 bis 1996 war Kurowski Schriftleiter der Deutschen Monatshefte. Er lebte im Dortmunder Stadtteil Oespel.

## Kriegsgeschichtliche Werke und ihre Rezeption

### So war der Zweite Weltkriegin sieben Bänden
1989 wurde für die Verlagsgesellschaft Berg vom rechtsextremen Verleger Gert Sudholt das Projekt einer siebenbändigen Geschichte des Zweiten Weltkrieges initiiert. In dem 1994 von Wolfgang Benz herausgegebenen Buch Rechtsextremismus in Deutschland führte Hans Sarkowicz das Buchprojekt als Beispiel seiner Darstellung einer „Publizistik der Grau- und Braunzone“ an. Das siebenbändige Werk sollte aus der „Sicht der Heerführer und Großoperationen, aber auch aus dem Blickwinkel der Soldaten“ gestaltet sein. Kurowski, der für seine „deutschnationalen Schlachtengemälde“ (Hans Sarkowicz) bekannt war, übernahm die Redaktion des als „authentisches Sachbuchkompendium“ beworbenen Werkes, in dem mehr als tausend hochdekorierte Soldaten zu Wort kommen sollten.
Mit dem Herausgeber Sudholt erschien So war der Zweite Weltkrieg im rechtsextremen Druffel-Verlag von 1989 bis 1995. Als Sonderauflage und unter dem Autorennamen Franz Kurowski wurde es 2007 und 2008 beim Flechsig Verlag neu verlegt.

### Luftangriffe auf Dresden
Kurowski schrieb mehrere Bücher, in denen die Luftangriffe auf Dresden vom 13. bis 15. Februar 1945 thematisiert werden. 1996 erschien sein Das Massaker von Dresden und der anglo-amerikanische Bombenterror 1944/45 im Druffel-Verlag. 2001 folgte Bomben über Dresden in der Wiener Tosa Verlagsgesellschaft, die 2003 auch Dresden Februar 1945 (eine Neuauflage des Buches von 1996) verlegte.
Diese Bücher weisen geschichtsrevisionistische Tendenzen auf und nutzen zum Teil längst von der Fachwissenschaft widerlegte Zahlen und Tatsachenbehauptungen, die teilweise noch auf Verlautbarungen des NS-Propagandaministeriums zurückgehen:
- In seinem 2001 erschienenen Buch Bomben über Dresden gab Kurowski auf 16 Seiten die längst als Erfindung erkannten Augenzeugenberichte von Tieffliegern, die Zivilisten gejagt hätten wieder. Hierfür wird er von Lars-Broder Keil und Sven Felix Kellerhoff in ihrem Buch Deutsche Legenden kritisiert.[9]

- Keil und Kellerhoff kritisieren weiterhin seinen Umgang mit einer Zahl von 60.000 Todesopfern, die angeblich das Statistische Bundesamt berechnet habe. Eine solche von Kurowski behauptete Berechnung durch das Bundesamt existiert nicht.[10]

- Kellerhoff kritisiert in der Tageszeitung Die Welt 2005 die von Kurowski verbreitete überhöhte Zahl von 275.000 Toten.[11] Die Zahl geht auf eine noch von NS-Behörden lancierte ungeprüfte Meldung zurück.[12]

Der Historiker Matthias Meinhardt bezeichnet in einem von den Historikern Andreas Ranft und Stephan Selzer herausgegebenen Sammelband Kurowskis Strategie, „deutsche Schuld durch deutsches Leid zu relativieren“, als geschichtsrevisionistisch, dazu dienen auch Kurowskis Versuche, die Schuld bei den deutschen Luftangriffen auf Warschau herunterzuspielen und Dresden zum „deutschen Hiroshima“ zu machen.
Bastiaan Robert von Benda-Beckmann zählt Kurowski in der Geschichtsschreibung des alliierten Bombeneinsatzes im Zweiten Weltkrieg zu den deutschen Autoren, die durch den britischen Holocaustleugner David Irving inspiriert seien. Er nennt in diesem Zusammenhang Kurowskis 1977 erschienenes Buch Der Luftkrieg über Deutschland sowie Das Massaker von Dresden und der anglo-amerikanische Bombenterror 1944–1945 von 1995 und Kurowskis Angriffe auf deutsche Historiker, die nach dessen Ansicht aus Gründen der deutschen Schuld schweigen würden. Kurowski ist nicht der einzige deutsche Autor, bei dem auch Aussagen des britischen Generalmajors John Frederick Charles Fuller als Quelle für die These dienten, dass es sich beim Luftangriff auf Dresden um einen geplanten Massen- oder Völkermord gehandelt habe. Der ‚Kronzeuge‘ Fuller, seit 1933 im Ruhestand, war ein Unterstützer von Oswald Mosley, dem Gründer der British Union of Fascists.

### Stalingrad
Das Buch Stalingrad. Die Schlacht, die Hitlers Mythos zerstörte, erschienen 1992 bei Bastei Lübbe, dient nach Insa Eschebach „in erster Linie der Rehabilitierung der anständig gebliebenen, leistungsfähigen deutschen Soldaten“. „Der Begriff ‚Kriegsverbrechen‘ erscheint nur in Anführungszeichen, von ‚glänzenden Erfolgen‘ der Wehrmacht ist die Rede und schließlich vom ‚Opfer‘ und ‚Untergang‘ deutscher Soldaten. Stalingrad wird von Kurowski als das ‚Golgatha der 6. Armee‘ bezeichnet, ohne Hinweis darauf, dass diese religiöse Metapher aus dem 1953 erschienenen Band Stalingrad – bis zur letzten Patrone des ehemaligen Kriegsberichter Heinz Schröter, Mitglied einer Propagandakompanie, stammt […] Wo Stalingrad als ‚Golgatha der 6. Armee‘ stilisiert wird, tritt die Frage in den Hintergrund, warum sich eine deutsche Armee überhaupt dort befand.“
Kurt Damerau rezensierte 1984 im Ostpreußenblatt Kurowskis Luftbrücke Stalingrad: Die Tragödie der Luftwaffe und der 6. Armee, erschienen im rechtsextremen Kurt-Vowinckel-Verlag, so: „[…] Franz Kurowski [legt] mit ‚Luftbrücke Stalingrad‘ einen erschütternden, authentischen Bericht vom Einsatz der deutschen Luftwaffe und vom großen Sterben deutscher Soldaten in jener russischen Stadt vor. Der Tragödie des Untergangs der 6. Armee in Stalingrad steht die Tragödie eines verzweifelten Einsatzes für eine Luftversorgung Stalingrads in nichts nach. Stalingrad wurde auch für die deutsche Luftwaffe zu einem Menetekel, das bis in die heutige Zeit Mahnung ist, jeden Kriegswahnsinn im Keime zu ersticken. Der großsprecherischen Zusicherung des Reichsmarschalls Göring, die eingeschlossene Armee in Stalingrad aus der Luft zu versorgen, stand eine Wirklichkeit gegenüber, die jeder Voraussetzung dafür ins Gesicht schlug.“

### Kriegsende
Keith Stimely rezensierte Kurowkis Buch Bedingungslose Kapitulation: Inferno in Deutschland 1945, das 1983 im rechtsextremen Druffel-Verlag erschien, im geschichtsrevisionistischen Journal of Historical Review des Institute for Historical Review, der weltweit führenden Organisation der Holocaustleugnung. Er bescheinigte dem Werk, dass es „General history, from a revisionist perspective“ betreibe.

### U-Boot-Krieg
Hans Wagener ordnet Kurowskis 1981 unter dem Pseudonym Karl Alman im rechtsextremen Druffel-Verlag veröffentlichtes Buch Günther Prien, der Wolf und sein Admiral als „geradezu Paradebeispiel für eine geschickte Tradierung nationalsozialistischen Verständnisses des Zweiten Weltkrieg“ ein.
Dirk Wilking, Geschäftsführer des Mobilen Beratungsteams im Brandenburgischen Institut für Gemeinwesenberatung, nutzt in einer Arbeit, die die Funktion von Landser-Heften für ostdeutsche Neonazis untersucht, Kurowskis als Landser-Großband erschienenes Jagd auf „graue Wölfe“ – 1943 – das U-Boot-Sterben im Atlantik von 1982 zur Beschreibung des ideologischen Gehaltes der Landserhefte: „Krieg wird dann auch als ,schicksalhaftes Wechselspiel‘ beschrieben, das aus ,Zufallsfügungen‘ besteht und jede Frage nach Schuld und Folgen gegenstandslos macht. Die enge Verquickung der Begriffe Krieg, Schicksal (eine von Hitlers Propaganda gerne benutzte Phrase während des Zweiten Weltkrieges) und Spiel (,Wechselspiel‘, ,Drama‘, ,Tragödie‘) [Zitate aus ,Graue Wölfe‘] verursacht nicht nur, wie Antoni bemerkt, eine kriegsverharmlosende Wirkung, sondern lässt den Krieg geradezu als einen erstrebenswerten Zustand erscheinen. Das ,göttliche‘ Prinzip des Phänomens Krieg ist für die ,Landser‘-Autoren die Pflichterfüllung: Ohne sie kann das Naturereignis nicht stattfinden.“ Wilking weist auch darauf hin, dass im Landser kein deutscher Soldat stirbt, stattdessen „fällt“ er und stolpert gewissermaßen über sein „Schicksal“. Wilking belegt dieses wiederum mit zahlreichen Beispielen aus Jagd auf „graue Wölfe“.
Der Militärhistoriker Jürgen Rohwer begann 1957 mit der kritischen Untersuchung der im Nationalsozialismus veröffentlichten Kommandanten-Erfolge (versenkte Tonnage) von U-Boot-Kommandanten. Kurowski gehörte auch danach zu den Autoren, die ungeachtet der Forschungsergebnisse Rohwers an den Angaben aus der NS-Propaganda festhielten.(Siehe auch Ritterkreuz des Eisernen Kreuzes).

### Rezeption in den USA
Die Historiker Ronald Smelser und Edward J. Davies zählen Kurowski in ihrem Buch The Myth of the Eastern Front: The Nazi-Soviet War in American Popular Culture von 2008 zu den Lehrmeistern (engl.: „gurus“) amerikanischer Autoren (engl.: „romancers“ = Aufschneider oder Phantasten), die den dortigen Markt mit tendenziösen Bildbänden über die Waffen-SS und die Wehrmacht bedienen und bei denen die deutschen Kriegsverbrechen ein Tabuthema sind.

## Jugendbuch
Unter dem Pseudonym Rüdiger Greif war er der Autor der Jugendbuchserie Die Funk-Füchse (1981–1984).

## Pseudonyme A–Z, mit Buchbeispielen
Kurowski hat viele seiner Bücher unter Pseudonymen geschrieben, die jeweils verschiedene Schwerpunkte zeigen. Die Pseudonyme hatten auch den Sinn, seinen Ruf bei weniger seriösen Arbeiten nicht zu beschädigen.
- Karl Alman

- Panzer vor: Die dramatische Geschichte der deutschen Panzerwaffe und ihre tapferen Soldaten. Flechsig, unveränderter Nachdruck der Neuauflage 2006.
- Wolfgang Lüth: Der erfolgreiche U-Boot-Kommandant des Zweiten Weltkriegs.

- Heinrich H. Bernig

- Schlacht der Giganten. Opfergang der Panzermänner. Pour le Mérite Verlag ISBN 978-3-932381-98-0.
- SS-Kavallerie im Osten. Vom 1. SS-Totenkopf-Reiterregiment zur SS-Reiterbrigade Fegelein. Arndt Verlag.
- Tödlicher Atlantik. Die größte Geleitzugschlacht des II. Weltkrieges WTB Verlag.

- Rüdiger Greif

- Die Jugendbuchreihe Die Funk-Füchse (1981–1984).

- Franz K. Kaufmann

- Malta muss fallen: Eine historische Erzählung. Engelbert-Verlag 1960.
- Aufstand in Hellas. Engelbert 1960.

- Volkmar Kühn

- Mit Rommel in der Wüste. Kampf und Untergang des Deutschen Afrika-Korps 1941–1943. Flechsig.
- Torpedoboote und Zerstörer im Einsatz 1939–1945. Kampf und Untergang einer Waffe. Motorbuch-Verlag (1974).
- Der Seenotdienst der deutschen Luftwaffe. 1939–1945. Motorbuch-Verlag, Stuttgart (1978).
- Deutsche Fallschirmjäger im Zweiten Weltkrieg. Grüne Teufel im Sprungeinsatz und Erdkampf 1939–1945. Flechsig (1. Juli 2006).

- Jason Meeker (Krimis z. T. mit exotischen Handlungsorten)

- Miss Brasilia. Kelter (1969).
- Zwischen Tanger und Maipures. Kelter (1969).
- Die Drei-Millionen Dollar-Party. Rekord-Verlag Viersen (1960).

- Gloria Mellina

- Kinderbuchreihe Pensione Isabella

- Saunders, Hrowe H.

- Die Wacht am Rhein. Hitlers letzte Schlacht in den Ardennen 1944/45. Kurt-Vowinckel-Verlag, 1984.

- Johanna Schulz

- Vier fahren nach Griechenland
- Fahrt ins Verderben: Einsatz der Ein-Mann-Torpedos. Zimmermann, 1960, 272 Seiten.

- Heinrich Schulze-Dirschau

- Oder-Neisse: muss Deutschland verzichten? Verlagsgemeinschaft Berg, Abt. Türmer-Verlag, 1991, 359 Seiten.
- Der deutsche Osten: vom Ordensland Preussen zum Kernstaat des deutschen Reiches. Türmer-Verlag, 1989, 511 Seiten.

### Auszeichnungen
- 1942: Erzählerpreis der „Wacht im Südosten“ (Deutsches NS-Soldatenblatt in Griechenland – Eigenaussage, nicht belegt)
- 1954: Erzählerpreis der Zeitschrift Heim und Werk[2]
- 1968: Öffentliche Anerkennung der Académie de Marine, Paris[2]
- 1971: Ehrenliste des Österreichischen Staatspreises für Kinder- und Jugendliteratur[2][5] für das Buch „Unsere Zukunft: Das Meer“.[26]
- 1973: Kurt-Lütgen-Sachbuchpreis des Arena-Verlages, Würzburg[2]
- 1973: Arbeitsstipendium des Landes Nordrhein-Westfalen (1973)
- 1975: Sachbuchpreis des Freien Deutschen Autorenverbandes (Zitat: Zielsetzung: Förderung des „jugendgeeigneten, für junge Leser in Themenwahl und Gestaltung attraktiven Sachbuches“)
- 1978: AWMM-Buchpreis (d. i. die Arbeitsgemeinschaft für Werbung, Markt und Meinungsforschung; Zitat: „Franz Kurowski präsentierte sein 178. Buch (!) und berichtete über Abenteuer während einer Großwildjagd“.)
- 1986: Ehrenbürgerwürde der Stadt Mexia, Texas (Eigenaussage, nicht belegt)
- 1993: Bismarck-Erinnerungsmedaille des Bismarckbundes (Eigenaussage, nicht belegt)
- 1997, 2000: Hermann-von-Salza-Kulturpreis (ein 1937 gegründeter nach 1945 nicht nachweisbarer „volksdeutscher“ NS-Kulturpreis – Eigenaussage, nicht belegt)

## Mitgliedschaften
- International Oceanographic Foundation, Miami
- Autorenkreis Ruhr-Mark
- Verband Deutsches Afrika-Korps e. V. auch langjähriger Redakteur der Feldzeitung des Deutschen Afrika-Korps e. V., Die Oase
- Redakteur der „Deutschen Monatshefte“ von Gert Sudholt

## Schriften

### Sachbücher (Auswahl, chronologisch aufsteigend)
- Deutsche Offiziere in Staat, Wirtschaft und Wissenschaft. Bewährung im neuen Beruf. Maximilian Verlag, Herford 1967.
- Graue Wölfe in blauer See – Der Einsatz der deutschen U-Boote im Mittelmeer. (u.d. Pseudonym Karl Alman). Wilhelm Heyne Verlag, München 1977, ISBN 3-453-01193-7.
- Krieg unter Wasser – U-Boote auf den sieben Meeren 1939–1945. Econ Verlag, 1979, ISBN 3-7043-4062-6.
- Die Schlacht um Deutschland, Heyne Verlag, München 1979, ISBN 3-453-01412-X.
- Die Friesen. Das Volk am Meer. Türmer-Verlag, Berg am Starnberger See, 1984, ISBN 3-88199-356-8.
- Oder-Neiße. Muß Deutschland verzichten? Türmer, Berg, 1991. ISBN 3-87829-142-6
- Die Sachsen. Schwertgenossen Sahsnotas. Verlagsgruppe Weltbild, Augsburg, 1991, ISBN 3-89350-336-6.
- Das Massaker von Dresden und der anglo-amerikanische Bombenterror 1944–1945. Druffel, Berg, 1995, ISBN 3-8061-1103-0[27]
- Ritterkreuzträger aus Ost- und Westpreußen. Arndt-Verlag, Kiel, 1996, ISBN 3-88741-170-6
- Der Deutsche Orden – 800 Jahre ritterliche Gemeinschaft. Nikol Verlagsgesellschaft, Hamburg, 1997, ISBN 3-933203-27-9.
- Todeskessel Kurland. Kampf und Untergang der Heeresgruppe Nord 1944/1945. Podzun-Pallas, 2000, ISBN 3-7909-0716-2
- Sewastopol. Der Angriff auf die stärkste Festung der Welt 1942. Podzun-Pallas, Wölfersheim-Berstadt, 2002, ISBN 3-7909-0744-8.
- An den Brennpunkten des Zweiten Weltkrieges. Werdegang und Kriegseinsatz eines Feldmarschalls. Erinnerungen von Erich von Manstein und Franz Kurowski. Verlag Siegfried Bublies, Schnellbach 2004, ISBN 3-926584-87-4.
- The Brandenburger commandos. Germany's elite warrior spies in World War II. Stackpole Books, Mechanicsburg PA 2005, ISBN 978-0-8117-3250-5 (Stackpole military history series), Volltext online bei Google Books.
- Sturmgeschütze – Die Panzer der Infanterie. Die dramatische Geschichte einer Waffengattung 1939–1945 (Sonderausgabe). Co-Autor: Gottfried Tornau. Würzburg, Flechsig-Verlag, 2006, ISBN 978-3-88189-639-9.
- Feldwebel Kurt Knispel. Würzburg, Flechsig Verlag, 2007, ISBN 3-88189-734-8

### Belletristik
- Facts und Fiction, achtbändige Science-Fiction-Buchserie, Hamburg 1981–1983.
- Die Funk-Füchse, unter dem Pseudonym Rüdiger Greif.

## Nachlass
Ein Teilnachlass mit dem Umfang von ca. einem laufenden Meter befindet sich in der Stadt- und Landesbibliothek Dortmund, enthalten sind auch je zwei Briefe an Walter Vollmer und Fritz Hüser.